# Aker Brygge
Aker Brygge es un barrio situado en Oslo, Noruega. Es un lugar popular para comprar, comer y divertirse. 

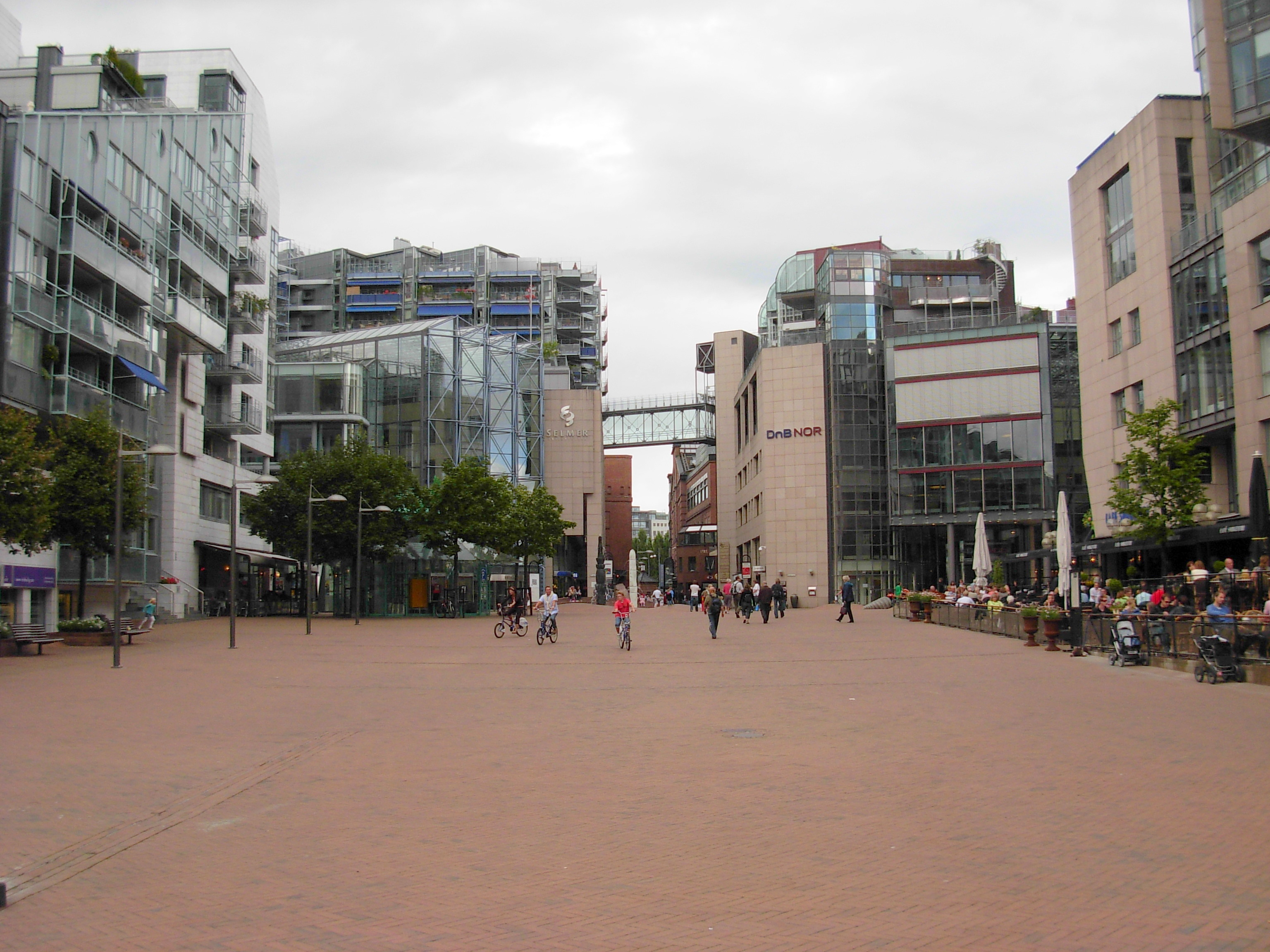
Bryggetorget en Aker Brygge

## Localización
Aker Brygge está al oeste de Pipervika, un brazo del Fiordo de Oslo, en el antiguo astillero de Akers Mekaniske Verksted, que fue cerrado en 1982. Antes de que se construyera aquí el astillero en 1854, la zona era conocida como Holmen. Era un antiguo astillero donde se establecieron algunas industrias, y a comienzos del siglo XIX creció un suburbio a su alrededor.
Aker Brygge es servido por la estación de tranvía de Aker Brygge.

## Historia
La zona albergó astilleros e industrias (Aker Mekaniske Verksted AS) hasta 1982.
Aker Brygge fue construido en cuatro fases por la inmobiliaria Aker Eiendom AS. Se demolieron algunos edificios industriales antiguos, a la vez que se transformaron varios talleres en zonas comerciales. La primera fase de la construcción se terminó en 1986 con Telje, Torp y Aasen como arquitectos. La cuarta y última fase del proyecto (el edificio de la aseguradora Storebrand, frente al Munkedamsveien) fue completada en 1998. La zona contiene un centro comercial con tiendas y restaurantes, un cine, oficinas y apartamentos. Además, hay un pequeño puerto y una terminal de los ferries a Nesodden. La zona tiene una superficie total de 260 000 m².
En la actualidad unas 6000 personas trabajan en Aker Brygge y unas 900 residen allí.

## La zona en la actualidad

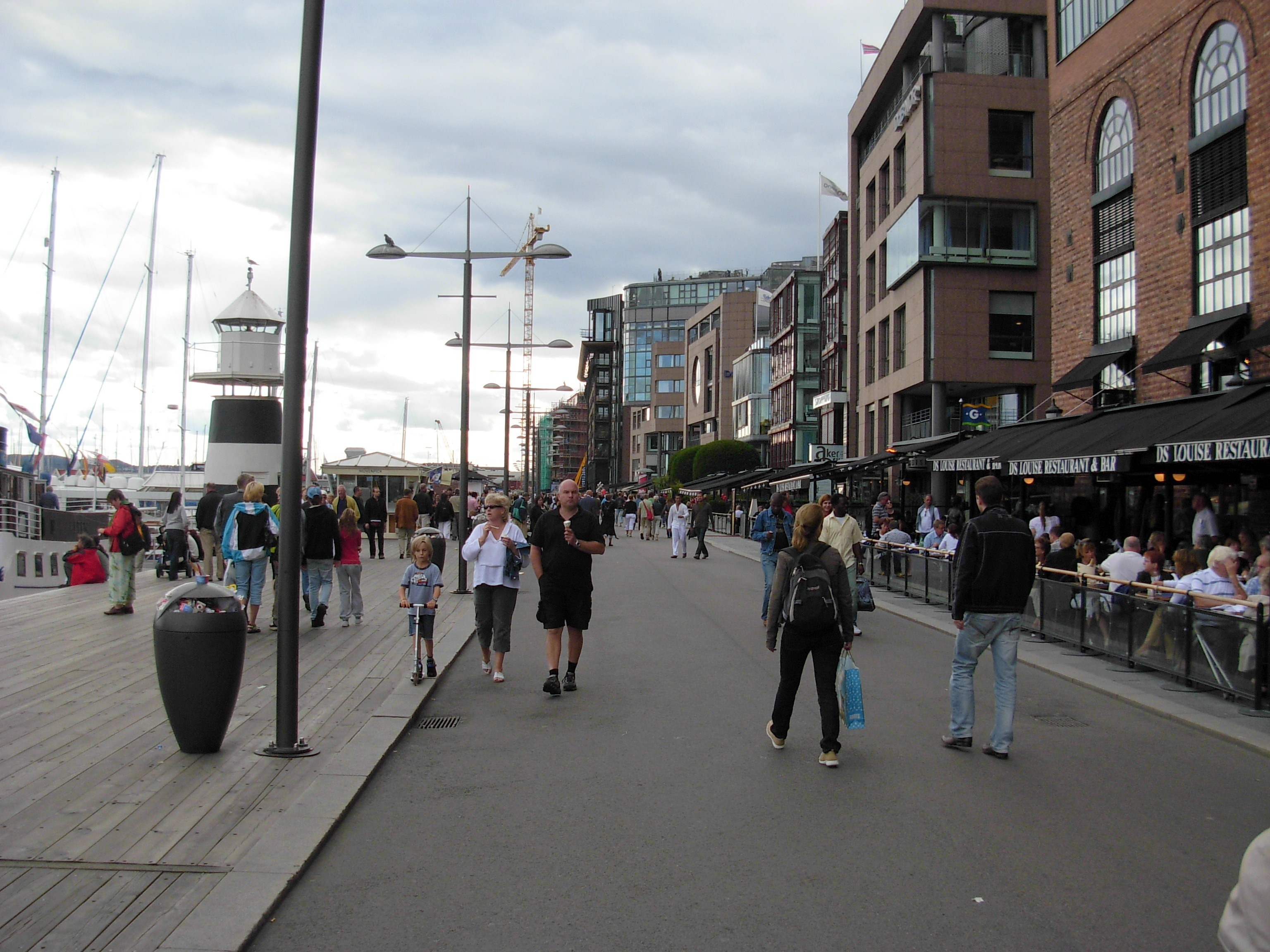
El paseo marítimo de Aker Brygge

La zona de Aker Brygge contiene trece unidades separadas y nueve de ellas están divididas en un total de 823 apartamentos. Todos los edificios comparten un amplio acuerdo de trabajo, creando así un nuevo distrito de Oslo que es único en la persepectiva nacional e internacional. Se han creado varias zonas públicas bien situadas mediante la cooperación entre los propietarios y los intereses empresariales y culturales. La administración del acuerdo de trabajo y la realización de estas tareas está a cargo de la empresa de propiedad conjunta Bryggedrift AS.

## Monumentos
En 2010 se retiró de Aker Brygge un monumento de Max Manus, después de que miembros del Pelle group reconocieran que su grupo fue el responsable del gran sabotaje de barcos de 1944 en el actual Aker Brygge.